# Falu spisbrödsfabrik
Falu Spisbrödsfabrik var ett spisbrödsbageri i Norslund i Falun som startades 1911 och blev aktiebolag 1947. Redan den 30 december 1911, sex veckor efter att verksamheten startat, förstördes fabriken av en brand som troligen orsakades av en kortslutning. Fabriken brann ner till grunden, 6 ton  bröd förstördes men en del av produktionsutrustningen blev endast lätt skadad. Fabriken återuppbyggdes.

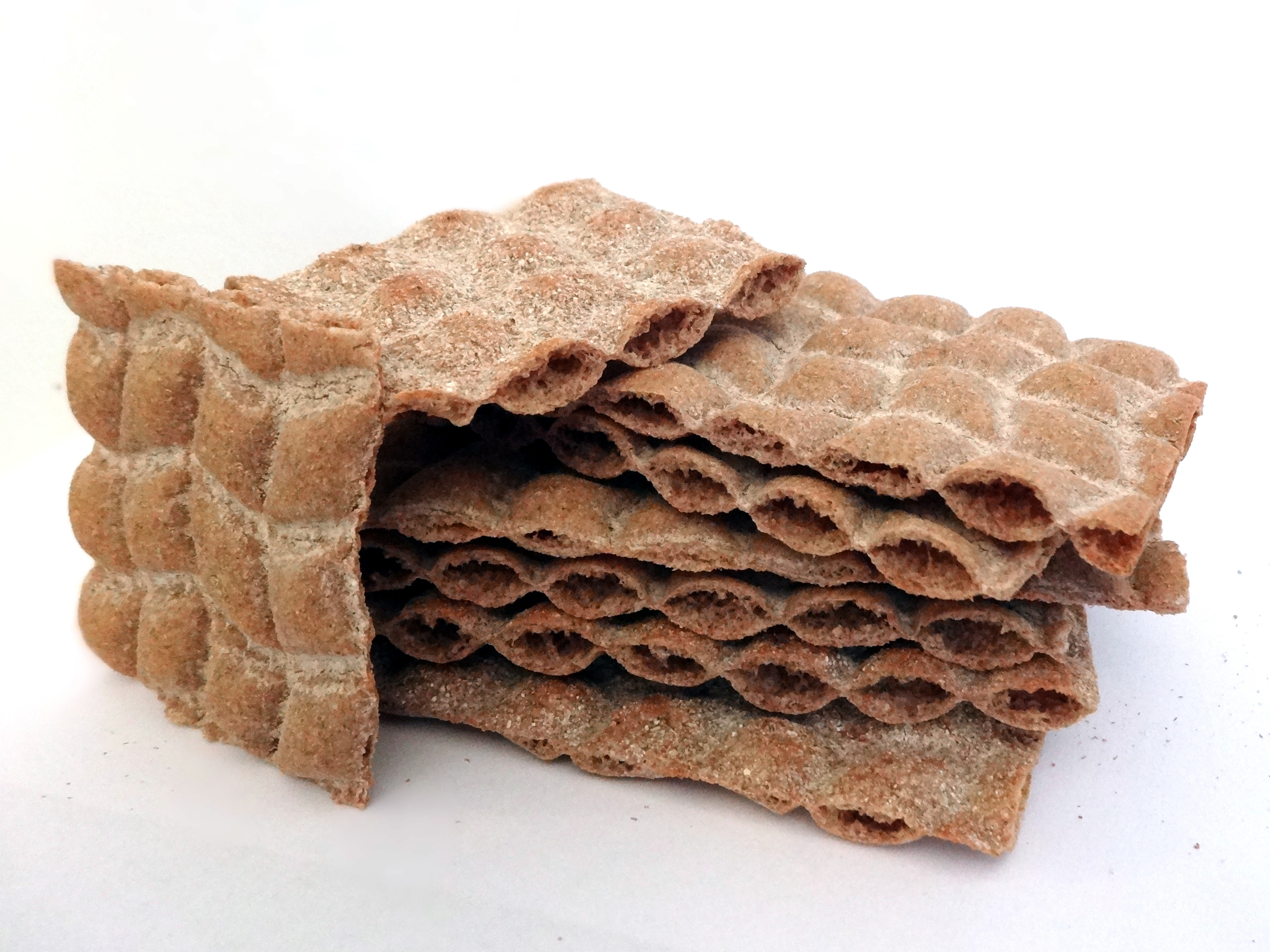
Falu råg-rut

År 1939 tog Waldemar Johansson över fabriken och började baka det bröd som blev känt som Falu råg-rut. Waldemar Johansson moderniserade verksamheten och 1941 bakade man 4 ton bröd per dag. Till en början var Falu Råg-ruts rutmönstret kvadratiskt. Något som gjorde att brödet mycket lätt bröts sönder vid hantering i fabriken. Valdemar Johanssons son Ragnar, som senare tog över fabriken, tog fram idén, tillsammans med verkmästare Einar Svedberg, att låta rutorna vara rombiska.
Ragnar Johansson avled 1985 och verksamheten drevs vidare av hans familj till 1987 då den såldes till Wasabröd i Filipstad. År 1997 lades verksamheten i Falun ned och 40-tal arbetstillfällen försvann. Sedan dess tillverkas Falu Råg-rut i Filipstad.